# Großsteingrab Barnstedt
Das Großsteingrab Barnstedt ist eine megalithische Grabanlage der jungsteinzeitlichen Trichterbecherkultur bei Barnstedt im Landkreis Lüneburg, Niedersachsen.

## Lage
Das Grab befindet sich südwestlich von Barnstedt im nördlich an den Süsing anschließenden Bauernwald, am unteren Nordwesthang des Hellkuhlenberges, nahe der Gemeindegrenze zu Betzendorf. 860 m südwestlich liegt das Großsteingrab Glüsingen.

## Beschreibung
Die Anlage besitzt eine annähernd runde Hügelschüttung mit einem Durchmesser von 15 m und einer erhaltenen Höhe von 1,3 m. Der Böschungsring des Hügels ist noch erkennbar. Auf der Oberfläche des Hügels liegen einige faust- bis überkopfgroße Granitsteine. In der Mitte ist der Hügel durch eine 7,5 m lange und 3,5 m breite Auskofferung gestört. Weiterhin ist er durch Tierbaue gestört. Von der Grabkammer sind nur geringe Reste erhalten. In der Auskofferung liegt ein Granitfindling, der mehrere Sprenglöcher aufweist. Am Nordnordwestrand des Hügels befindet sich ein weiterer Findling, bei dem es sich wahrscheinlich um einen in situ stehenden Abschlussstein der Kammer handelt. Die Maße und der Typ der Kammer lassen sich nicht näher bestimmen.